# Isildur
Cet article concerne le personnage de l'univers de Tolkien. Pour le joueur de poker, voir Viktor Blom.
Isildur est un personnage de fiction appartenant à l'univers de la Terre du Milieu de l'écrivain britannique J. R. R. Tolkien. 
Il est mentionné pour la première fois dans La Communauté de l'Anneau, où il est présenté comme l'ancêtre d'Aragorn et celui qui arracha l'Anneau unique de la main de Sauron. Il apparaît également dans Le Silmarillion et dans les Contes et légendes inachevés, où son personnage est décrit plus en détail.
Dans l'univers de la Terre du Milieu, Isildur (3209 S. Â. – 2 T. Â.) est un humain de Númenor (ou Dúnadan) d'ascendance noble, apparenté à la dynastie des rois de Númenor. Fils d'Elendil et frère d'Anárion, il accompagne son père dans la Dernière Alliance des Elfes et des Hommes, où il tranche le doigt de Sauron portant l'Anneau unique. Résistant aux conseils d'Elrond et de Cirdan, il refuse de le détruire et le conserve comme wergild (prix du sang) de son père et son frère. Durant son retour vers l'Arnor, il est pris dans une embuscade à proximité des Champs d'Iris, et y est tué, trahi par l'Anneau alors qu'il tentait de s'échapper.

## Nom
Isildur est un terme quenya, une langue elfique, signifiant « Dévoué à la Lune ». L'élément « Isil- » désigne la Lune, et se retrouve dans différents toponymes et termes de la Terre du Milieu, comme Minas Ithil, « Tour de la Lune ». Ce nom apparut tout d'abord sous la forme Ithildor, puis Isildor, dans les brouillons du Seigneur des anneaux.

## Généalogie
|         |         |         |         |         |         |         |         |         |         |         |         |        |        |  |  |        |        |        |        |        |        | Amandil |  |              |              |              |              |              |              |  |  |  |  |                 |                 |                 |                 |                 |                 |         |         |                |                |                |                |                |                |  |  |  |  |  |  |  |  |  |  |  |  |  |  |  |  |  |  |  |  |  |  |  |  |  |  |  |  |  |  |  |  |  |  |  |  |  |  |
|         |         |         |         |         |         |         |         |         |         |         |         |        |        |  |  |        |        |        |        |        |        |         |  |              |              |              |              |              |              |  |  |  |  |                 |                 |                 |                 |                 |                 |         |         |                |                |                |                |                |                |  |  |  |  |  |  |  |  |  |  |  |  |  |  |  |  |  |  |  |  |  |  |  |  |  |  |  |  |  |  |  |  |  |  |  |  |  |  |
|         |         |         |         |         |         |         |         |         |         |         |         |        |        |  |  |        |        |        |        |        |        | Elendil |  |              |              |              |              |              |              |  |  |  |  |                 |                 |                 |                 |                 |                 |         |         |                |                |                |                |                |                |  |  |  |  |  |  |  |  |  |  |  |  |  |  |  |  |  |  |  |  |  |  |  |  |  |  |  |  |  |  |  |  |  |  |  |  |  |  |
|         |         |         |         |         |         |         |         |         |         |         |         |        |        |  |  |        |        |        |        |        |        |         |  |              |              |              |              |              |              |  |  |  |  |                 |                 |                 |                 |                 |                 |         |         |                |                |                |                |                |                |  |  |  |  |  |  |  |  |  |  |  |  |  |  |  |  |  |  |  |  |  |  |  |  |  |  |  |  |  |  |  |  |  |  |  |  |  |  |
|         |         |         |         |         |         |         |         |         |         |         |         |        |        |  |  |        |        |        |        |        |        |         |  |              |              |              |              |              |              |  |  |  |  |                 |                 |                 |                 |                 |                 |         |         |                |                |                |                |                |                |  |  |  |  |  |  |  |  |  |  |  |  |  |  |  |  |  |  |  |  |  |  |  |  |  |  |  |  |  |  |  |  |  |  |  |  |  |  |
|         |         |         |         |         |         | Isildur | Isildur | Isildur | Isildur | Isildur | Isildur |        |        |  |  |        |        |        |        |        |        |         |  |              |              |              |              |              |              |  |  |  |  |                 |                 |                 |                 | Anárion         | Anárion         | Anárion | Anárion | Anárion        | Anárion        |                |                |                |                |  |  |  |  |  |  |  |  |  |  |  |  |  |  |  |  |  |  |  |  |  |  |  |  |  |  |  |  |  |  |  |  |  |  |  |  |  |  |
|         |         |         |         |         |         | Isildur | Isildur | Isildur | Isildur | Isildur | Isildur |        |        |  |  |        |        |        |        |        |        |         |  |              |              |              |              |              |              |  |  |  |  |                 |                 |                 |                 | Anárion         | Anárion         | Anárion | Anárion | Anárion        | Anárion        |                |                |                |                |  |  |  |  |  |  |  |  |  |  |  |  |  |  |  |  |  |  |  |  |  |  |  |  |  |  |  |  |  |  |  |  |  |  |  |  |  |  |
|         |         |         |         |         |         |         |         |         |         |         |         |        |        |  |  |        |        |        |        |        |        |         |  |              |              |              |              |              |              |  |  |  |  |                 |                 |                 |                 |                 |                 |         |         |                |                |                |                |                |                |  |  |  |  |  |  |  |  |  |  |  |  |  |  |  |  |  |  |  |  |  |  |  |  |  |  |  |  |  |  |  |  |  |  |  |  |  |  |
| Elendur | Elendur | Elendur | Elendur | Elendur | Elendur |         |         | Aratan  | Aratan  | Aratan  | Aratan  | Aratan | Aratan |  |  | Ciryon | Ciryon | Ciryon | Ciryon | Ciryon | Ciryon |         |  | Valandil     | Valandil     | Valandil     | Valandil     | Valandil     | Valandil     |  |  |  |  | (trois enfants) | (trois enfants) | (trois enfants) | (trois enfants) | (trois enfants) | (trois enfants) |         |         | Meneldil       | Meneldil       | Meneldil       | Meneldil       | Meneldil       | Meneldil       |  |  |  |  |  |  |  |  |  |  |  |  |  |  |  |  |  |  |  |  |  |  |  |  |  |  |  |  |  |  |  |  |  |  |  |  |  |  |
| Elendur | Elendur | Elendur | Elendur | Elendur | Elendur |         |         | Aratan  | Aratan  | Aratan  | Aratan  | Aratan | Aratan |  |  | Ciryon | Ciryon | Ciryon | Ciryon | Ciryon | Ciryon |         |  | Valandil     | Valandil     | Valandil     | Valandil     | Valandil     | Valandil     |  |  |  |  | (trois enfants) | (trois enfants) | (trois enfants) | (trois enfants) | (trois enfants) | (trois enfants) |         |         | Meneldil       | Meneldil       | Meneldil       | Meneldil       | Meneldil       | Meneldil       |  |  |  |  |  |  |  |  |  |  |  |  |  |  |  |  |  |  |  |  |  |  |  |  |  |  |  |  |  |  |  |  |  |  |  |  |  |  |
|         |         |         |         |         |         |         |         |         |         |         |         |        |        |  |  |        |        |        |        |        |        |         |  | rois d'Arnor | rois d'Arnor | rois d'Arnor | rois d'Arnor | rois d'Arnor | rois d'Arnor |  |  |  |  |                 |                 |                 |                 |                 |                 |         |         | rois du Gondor | rois du Gondor | rois du Gondor | rois du Gondor | rois du Gondor | rois du Gondor |  |  |  |  |  |  |  |  |  |  |  |  |  |  |  |  |  |  |  |  |  |  |  |  |  |  |  |  |  |  |  |  |  |  |  |  |  |  |

## Histoire
Né en l'an 3209 S. Â., Isildur est le fils aîné d'Elendil. Son grand-père étant Amandil, dernier Seigneur d'Andúnië, il descend donc de Tar-Elendil, quatrième roi de Númenor, par Silmarien, sa fille aînée. À Númenor, son grand-père est également le chef du parti des Fidèles aux Valar. Après un répit sous le règne du roi Tar-Palantír, les Fidèles sont à nouveau persécutés lorsque Amandil tombe en disgrâce auprès d'Ar-Pharazôn, successeur illégitime de Tar-Palantír.
Lorsque ce dernier monte une expédition contre le Valinor (3319 S. Â.), Elendil, Isildur et son frère Anárion préparent en secret neuf navires pour fuir la colère des Valar. Elendil confie à Isildur le commandement de trois de ces navires. Ce dernier y embarque la Pierre d'Erech et un arbuste poussé à partir d’un fruit de l'Arbre Blanc Nimloth, qu'il avait secrètement, et au prix d'une blessure, soustrait à Armenelos lorsque Sauron avait ordonné d'abattre le symbole de l'amitié entre Númenor et le Valinor. Parmi les sept palantíri, deux lui sont réservées.
Au cours de la tempête liée à la Submersion de Númenor, les navires d'Elendil et ceux de ses fils se perdent de vue. Alors que le premier accoste au nord, sur les côtes du Lindon, Isildur et Anárion touchent terre à Pelargir, sur une côte anciennement colonisée par les Númenóréens. Remontant l'Anduin, les deux frères fondent conjointement Osgiliath comme capitale de leur nouveau royaume, le Gondor. De part et d'autre de cette cité, Isildur fonde la ville de Minas Ithil et Anárion celle de Minas Anor (la future Minas Tirith). 
En l'an 3428, Sauron attaque et prend Minas Ithil, dont Isildur s'échappe avec sa famille, le palantír, et une pousse issue du fruit de Nimloth. Il part dans le Nord pour prévenir son père à Annúminas du retour de Sauron. Elendil et le Haut Roi des Ñoldor, Gil-galad, unissent leurs forces dans le cadre de la Dernière Alliance des Elfes et des Hommes. Mise en marche en 3334, leur armée brise l'encerclement de Fondcombe avant de descendre le long de l'Anduin défaire les armées de Sauron à Dagorlad et de mettre le siège devant Barad-dûr.
À l'issue de sept ans de siège, Elendil et Gil-galad affrontent Sauron sur les pentes de l'Orodruin, où ils parviennent à détruire sa forme corporelle mais sont eux-mêmes mortellement blessés. À l'aide d'un tronçon de Narsil, l'épée de son père brisée lors de la chute de ce dernier, Isildur tranche le doigt de Sauron portant l'Anneau unique, provoquant la fuite de l'esprit du Maia et mettant fin au Second Âge. S'emparant de l'Anneau, il refuse de suivre les conseils d'Elrond et de Círdan qui le pressent de détruire cet objet dans le brasier du mont Orodruin ; il le conserve comme prix du sang de son père et de son frère, également mort pendant la guerre, et comme héritage de sa lignée.
Son père et son frère étant morts, Isildur réunit directement sur sa tête les couronnes de l'Arnor et du Gondor, succédant à son père comme Haut Roi des deux royaumes. Avant de se rendre à Annúminas, il demeure quelque temps à Minas Anor afin d'instruire son neveu Meneldil sur les territoires dont ce dernier héritera en qualité de roi du Gondor. C'est à cette occasion qu'il rédige un récit du moment où il est entré en possession de l'Anneau, accompagné d'une transcription des caractères que celui-ci porte. C'est ce parchemin qui permet à Gandalf d'identifier l'anneau trouvé par Bilbon comme étant bien l'Unique, peu avant le début de la guerre de l'Anneau. 
En l'an 2 du Troisième Âge, Isildur part pour Fondcombe, où il avait laissé sa femme et son plus jeune fils, Valandil, avant la guerre de la Dernière Alliance. Remontant l'Anduin dans le but de passer par le Haut Col, sa faible escorte est attaquée par des Orques des Monts Brumeux et massacrée, ainsi que trois de ses fils Elendur, Ciryon et Aratan. Au cours de la bataille, Elendur, son fils aîné, se sacrifie pour lui permettre de s'échapper en compagnie de son écuyer, Ohtar, à qui Isildur confie les fragments de Narsil. Comptant sur l'invisibilité que lui confère l'Anneau, Isildur plonge dans le fleuve dans l'espoir d'échapper à la poursuite. C'est alors que, glissant de son doigt, l'Anneau rend visible la lueur de l'Elendilmir, qui révèle Isildur aux yeux des archers orques postés sur la berge. 
Le lieu exact de sa mort et de sa dépouille ne sont pas connus. À l'issue de la guerre de l'Anneau, l'Elendilmir est retrouvé à Orthanc par le roi Elessar aidé de Gimli, dans un placard en acier situé derrière une porte secrète. Gandalf avance l'idée que Saroumane, après avoir longtemps dérangé les recherches menées par Sauron pour retrouver la dépouille, aurait fini par la découvrir lui-même, et l'aurait brûlée[réf. souhaitée].
Le heaume porté par Isildur à la bataille de Dagorlad sert de couronne aux rois du Gondor jusqu'à l'époque d'Atanatar II, qui le fait remplacer par un heaume orné de joyaux. En l'an 1340 T. Â., le roi de Gondor Rómendacil II fait construire l'Argonath pour marquer la frontière nord du Gondor sur l'Anduin. Les deux immenses piliers de pierre de part et d'autre du fleuve représentaient Isildur et Anárion armés de haches.

## Conception et évolution
La date de naissance d'Isildur n'apparaît que dans The Heirs of Elendil, texte rédigé par Tolkien pour les appendices du Seigneur des anneaux qui, une fois nettement réduit, fournit la matière des parties de l'Appendice A concernant les Dúnedain. Les quatre fils d'Isildur y ont pour nom Kiryandil, Eärnur, Vëandur et Valandil, et sont dits être nés respectivement à Númenor, en Gondor, à Minas Ithil et à Imladris.

## Adaptations

### Cinéma
- Dans le dessin animé Le Seigneur des anneaux (1978) de Ralph Bakshi, Isildur apparaît lorsque sont racontés les événements de la Dernière Alliance. Plus tard, il est représenté examinant l'Anneau, sur les bords de l'Anduin. Sentant une menace, il tire son épée mais est transpercé par une flèche d'Orque.
- Dans la trilogie cinématographique du réalisateur Peter Jackson, le personnage est interprété par l'acteur Harry Sinclair (en), bien que sa seule réplique, « Non », soit en fait prononcée par Hugo Weaving, qui joue Elrond.

Isildur apparaît une première fois dans le prologue au premier film, puis plus tard dans un flashback décrivant son refus de détruire l'Anneau, puis un autre retraçant le désastre des Champs d'Iris. Sur plusieurs points, les films divergent du livre quant à ce personnage. Dans le livre, Isildur tranche le doigt d'un Sauron dont la forme a été largement détruite par Elendil, Anárion et Gil-galad. Dans le film, c'est l'acte même de trancher ce doigt, d'un geste désespéré, qui détruit l'apparence de Sauron. La scène où Isildur refuse de détruire l'anneau est seulement suggérée dans le livre, et il n'y est pas indiqué qu'Isildur se soit rendu jusqu'au lieu où fut forgé l'Anneau.

### Télévision
En 2022, dans la série Le Seigneur des Anneaux : Les Anneaux de pouvoir, Isildur est interprété par Maxim Baldry.

### Jeux vidéo
Dans le jeu-vidéo La Terre du Milieu : L'Ombre de la guerre (suite de La Terre du Milieu : L'Ombre du Mordor), le corps d'Isildur est récupéré par les Orques après avoir été tué et amené au Mordor où Sauron lui met au doigt un des neuf Anneaux de pouvoir, le ressuscitant et le transformant en Nazgûl. Il est finalement tué par Talion (entre 2941 TA et 3018 TA) qui, après des années de résistance à la volonté de l'anneau, pour survivre prend son anneau et devint un Nazgûl à son tour.